# Тарасов, Касьян Антонович
Касья́н Анто́нович Тара́сов (27 февраля 1865, Котельничский уезд, Вятская губерния — 26 сентября 1918, Котельничский уезд, Вятская губерния) — член IV Государственной Думы от Вятской губернии, крестьянин.

## Биография
Православный, крестьянин деревни Михали Киселёвской волости Котельничского уезда.
Окончил начальное училище. Занимался земледелием (25 десятин надельной земли). Один год служил сборщиком податей. В течение года состоял попечителем местной церкви, в течение девяти лет — церковным старостой. До избрания в Думу девять лет служил волостным судьёй.
В 1912 году избран членом Государственной думы от Вятской губернии. Входил во фракцию правых, был членом совета фракции. После её раскола в ноябре 1916 входил в группу независимых правых. Состоял членом комиссий: земельной, сельскохозяйственной, по военным и морским делам, продовольственной, по борьбе с немецким засильем. Высказывался за наделение крестьян землёй за счёт ликвидации немецкого землевладения.
После Февральской революции отошёл от думской деятельности и вернулся в деревню, однако 29 апреля Киселёвский волостной сход выразил К. А. Тарасову порицание, и в июне он прибыл в Петроград.
Проживал в родной деревне. 26 сентября 1918 года следователем ЧК при СНК по борьбе с контрреволюцией на Чехословацком фронте приговорён к расстрелу за «контрреволюционную деятельность» вместе со своим сыном. Расстрелян в тот же день. В то время второй его сын воевал в Красной армии. Реабилитирован 25 января 1992 года.

## Семья
Был женат, имел пять детей.

## Комментарии
1. ↑  Деревня Михали, относившаяся к Киселёвской, в 1920-е годы — к Троцкой волости Котельнического уезда, в последующем входила в состав Верхнекуринского сельсовета Макарьевского района, с 1956 года — в состав Осинского сельсовета Котельничского района Кировской области; упразднена 22.11.1994[1].